# Souto de Lafões
Souto de Lafões is een plaats (freguesia) in de Portugese gemeente Oliveira de Frades en telt 703 inwoners (2001).